# Unterseeboot 966
L'Unterseeboot 966 ou U-966 est un sous-marin allemand (U-Boot) de type VIIC utilisé par la Kriegsmarine pendant la Seconde Guerre mondiale.
Le sous-marin est commandé le 5 juin 1941 à Hambourg (Blohm + Voss), sa quille posée le 1er mai 1942, il est lancé le 14 janvier 1943 et mis en service le 4 mars 1943, sous le commandement de l'Oberleutnant zur See Eckehard Wolf.
L'U-966 n'endommage ni ne coule aucun navire au cours de l'unique patrouille (46 jours en mer) qu'il effectue.
Il coule sabordé par son équipage, après un bombardement par l'aviation britannique, américaine ainsi que par l'aviation tchèque au nord de l'Espagne, en novembre 1943.

## Conception
Unterseeboot type VII, l'U-966 avait un déplacement de 769 tonnes en surface et 871 tonnes en plongée. Il avait une longueur totale de 67,10 m, un maître-bau de 6,20 m, une hauteur de 9,60 m et un tirant d'eau de 4,74 m. Le sous-marin était propulsé par deux hélices de 1,23 m, deux moteurs diesel Germaniawerft M6V 40/46 de 6 cylindres en ligne de 1 400 cv à 470 tr/min, produisant un total de 2 060 à 2 350 kW en surface et de deux moteurs électriques Brown, Boveri & Cie GG UB 720/8 de 375 cv à 295 tr/min, produisant un total 550 kW, en plongée. Le sous-marin avait une vitesse en surface de 17,7 nœuds (32,8 km/h) et une vitesse de 7,6 nœuds (14,1 km/h) en plongée. Immergé, il avait un rayon d'action de 80 milles marins (150 km) à 4 nœuds (7,4 km/h; 4,6 milles par heure) et pouvait atteindre une profondeur de 230 m. En surface son rayon d'action était de 8 500 milles nautiques (soit 15 700 km) à 10 nœuds (19 km/h).
L'U-966 était équipé de cinq tubes lance-torpilles de 53,3 cm (quatre montés à l'avant et un à l'arrière) et embarquait quatorze torpilles. Il était équipé d'un canon de 8,8 cm SK C/35 (220 coups), d'un canon antiaérien de 20 mm Flak et d'un canon 37 mm Flak M/42 qui tire à 15 350 mètres avec une cadence théorique de 50 coups par minute. Il pouvait transporter 26 mines TMA ou 39 mines TMB. Son équipage comprenait 4 officiers et 40 à 56 sous-mariniers.

## Historique
Il reçut sa formation de base au sein de la 5. Unterseebootsflottille jusqu'au 31 juillet 1943, puis il intégra sa formation de combat dans la 9. Unterseebootsflottille.
Sa première patrouille est précédée de courts trajets de Kiel à Molde et Trondheim. Elle commence le 5 octobre 1943 au départ de Trondheim. L'U-966 patrouille entre les îles Féroé et l'Islande puis vers le sud jusque dans le golfe de Gascogne. L'U-966 est repéré par deux destroyers britanniques à l'ouest des îles Féroé. Quatre-vingt-sept charges de profondeur sont larguées par les destroyers entraînant quelques dommages mineurs réparable en mer. Seul l'émetteur radio est hors service.

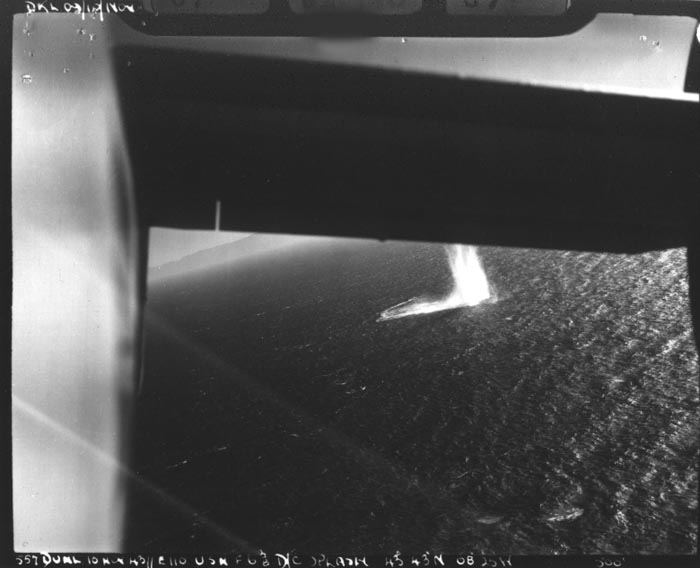
Attaque aérienne sur lU-966. Photo prise depuis le PB4Y-1 Liberator américain du VB-110, le 10 novembre 1943.

Le 10 novembre 1943, devant l'impossibilité de rejoindre un port neutre espagnol, l'U-966 lourdement endommagé est sabordé par son équipage au large du Cap de la Estaca de Bares en Espagne, à la position 43° 46′ 08″ N, 7° 38′ 00″ O, après avoir été attaqué par des charges de profondeur larguées d'un avion bombardier Wellington britannique du No. 612 Squadron RAF (en), par deux bombardiers B-24 américains du VPB-103 (en) et du VPB-110 (en), et par un B-24 Liberator tchèque du No. 311 Squadron RAF (en). L'un des avions est abattu.
Huit des cinquante membres d'équipage meurent. Les quarante-deux survivants embarqués dans des canots de sauvetage dont secourus par des pêcheurs espagnols et internés jusqu'en juillet 1945. Le Commandant est discrètement rapatrié en Allemagne en novembre 1944, sous un faux nom et un prétexte médical.
Le Commandant Eckehard Wolf meurt le 26 mars 1978. Ses cendres sont dispersées sur le lieu du naufrage, où il revenait fréquemment. L'épave est découverte par des plongeurs espagnols en juin 2018, à 24 mètres de profondeur.

## Affectations
- 5. Unterseebootsflottille du 4 mars 1943 au 31 juillet 1943 (Période de formation).
- 9. Unterseebootsflottille du 1er août 1943 au 10 novembre 1943 (Unité combattante).

## Commandement
- Oberleutnant zur See Eckehard Wolf du 4 mars 1943 au 10 novembre 1943.

## Patrouille(s)
|       | Commandant          | Départ            | Départ    | Arrivée           | Arrivée   | Jours    | Succès |
| ----- | ------------------- | ----------------- | --------- | ----------------- | --------- | -------- | ------ |
|       | Oblt. Eckehard Wolf | 9 septembre 1943  | Kiel      | 15 septembre 1943 | Molde     | 7 jours  |        |
|       | Oblt. Eckehard Wolf | 17 septembre 1943 | Molde     | 18 septembre 1943 | Trondheim | 2 jours  |        |
| 1     | Oblt. Eckehard Wolf | 5 octobre 1943    | Trondheim | 10 novembre 1943  | Coulé     | 37 jours |        |
| Total | Total               | Total             | Total     | Total             | Total     | 46 jours | 0 t    |

Note : Oblt. = Oberleutnant zur See